# Episodi de Il tocco di un angelo (settima stagione)
La settima stagione della serie televisiva Il tocco di un angelo, composta da 25 episodi, è stata trasmessa negli Stati Uniti sul canale CBS dal 15 ottobre 2000 al 20 maggio 2001.
| nº | Titolo originale                  | Titolo italiano                  | Prima TV USA     | Prima TV Italia |
| -- | --------------------------------- | -------------------------------- | ---------------- | --------------- |
| 1  | The Face on the Bar Room Floor    | Il bottone mancante              | 15 ottobre 2000  |                 |
| 2  | Legacy                            | La confraternita                 | 22 ottobre 2000  |                 |
| 3  | The Invitation                    | A un passo dal precipizio        | 29 ottobre 2000  |                 |
| 4  | Restoration                       | Il film perduto                  | 5 novembre 2000  |                 |
| 5  | Finger of God                     | La mano di Dio                   | 12 novembre 2000 |                 |
| 6  | The Empty Chair                   | Le parole non dette              | 19 novembre 2000 |                 |
| 7  | God Bless the Child               | Lo strano frutto                 | 26 novembre 2000 |                 |
| 8  | Resonable Doubt                   | Un ragionevole dubbio            | 3 dicembre 2000  |                 |
| 9  | The Grudge                        | Un amore ritrovato               | 10 dicembre 2000 |                 |
| 10 | An Angel on My Tree               | L'albero degli angeli            | 17 dicembre 2000 |                 |
| 11 | Mi Familia                        | Il coraggio di essere padre      | 7 gennaio 2001   |                 |
| 12 | The Lord Moves in Mysterious Ways | Le vie del Signore sono infinite | 21 gennaio 2001  |                 |
| 13 | Death in the Family               | L'indirizzo sbagliato            | 4 febbraio 2001  |                 |
| 14 | Bringer of Light                  | Vedere le stelle                 | 11 febbraio 2001 |                 |
| 15 | Thief of Hearts                   | Ladro di cuori                   | 18 febbraio 2001 |                 |
| 16 | Winners, Losers & Leftovers       | La scelta vincente               | 25 febbraio 2001 |                 |
| 17 | I Am an Angel                     | L'angelo vendicatore             | 11 marzo 2001    |                 |
| 18 | Visions of Thy Father             | Perdonare per ricominciare       | 18 marzo 2001    |                 |
| 19 | The Penalty Box                   | Il giorno di San Crispino        | 8 aprile 2001    |                 |
| 20 | Band of Angels                    | Una canzone per Henry            | 15 aprile 2001   |                 |
| 21 | The Sign of the Dove              | La moneta                        | 22 aprile 2001   |                 |
| 22 | The Face of God                   | Il volto di Dio                  | 29 aprile 2001   |                 |
| 23 | Netherlands                       | Smarrimento                      | 6 maggio 2001    |                 |
| 24 | Shallow Water, Part 1             | La famiglia Winslow, 1 parte     | 13 maggio 2001   |                 |
| 25 | Shallow Water, Part 2             | La famiglia Winslow, 2 parte     | 20 maggio 2001   |                 |